# Hottah (Mars)
Hottah – odkrywka skał na powierzchni Marsa, będąca jednym z dowodów znalezionych przez łazik Curiosity na istnienie pozostałości po dawnych potokach płynących na Marsie. Odkrywka Hottah znajduje się w odległości około 100 metrów od miejsca lądowania nazwanego Bradbury Landing, w grupie ciekawych wychodni, do których należą także Goulburn i Link. Nazwę Hottah przyjęto od jeziora znajdującego się w Północno-Zachodniej Kanadzie. Odkrywka Hottah jest odsłoniętym podłożem skalnym składającym się z mniejszych fragmentów połączonych razem, albo czymś co geolodzy nazywają konglomeratem osadowym. Część naukowców teoretyzuje, że podłoże skalne zostało uformowane w przeszłości w wyniku procesu nadającego mu kąt nachylenia, najprawdopodobniej za pośrednictwem oddziaływań z meteorytem.
Kluczowym jednak dowodem istnienia dawnego potoku jest wielkość i zaokrąglony kształt żwiru scementowanego wokół skalnego podłoża. Hottah ma kawałki żwiru osadzone w zlepieńcach, o rozmiarach sięgających kilku centymetrów i znajdujących się w matrycy z materiału podobnego do piasku. Niektóre zlepieńce są owalne, prowadząc zespół naukowy do konkluzji, że były one transportowane przez energiczny przepływ wody. Ziarna zlepieńców są zbyt duże, aby mogły być przenoszone przez wiatr.
Dowody na istnienie wody na Marsie wynikały już z wcześniejszych misji, ale obecne dowody misji łazika Curiosity – zdjęcia skał zawierających koryta strumieni pochodzących z ubiegłych okresów geologicznych, wypełnione żwirem – są pierwszymi w swoim rodzaju
.